# ムザッファルナガル
ムザッファルナガル（ヒンディー語：मुज़फ़्फ़र नगर、英語：Muzaffarnagar）は、インドのウッタル・プラデーシュ州、ムザッファルナガル県の都市。ムザッファルナガールとも呼ばれる。人口392,451人（2011年現在）。

## 歴史
1633年に建設された町。皇帝シャー・ジャハーンの治世、太守ハーン・イ・ジャハーンが父ムザッファル・ハーンの名をつけて建設。ムザッファルの都市（ナガル）を意味する。

## 地理
デリーより北北東におよそ97キロメートルで、鉄道も通っている。また、複数の鉄道や道路で各地と結ばれており、農作物の集散地となっている。東北東18キロメートルに金鉱山もある。